# Snegurotschka

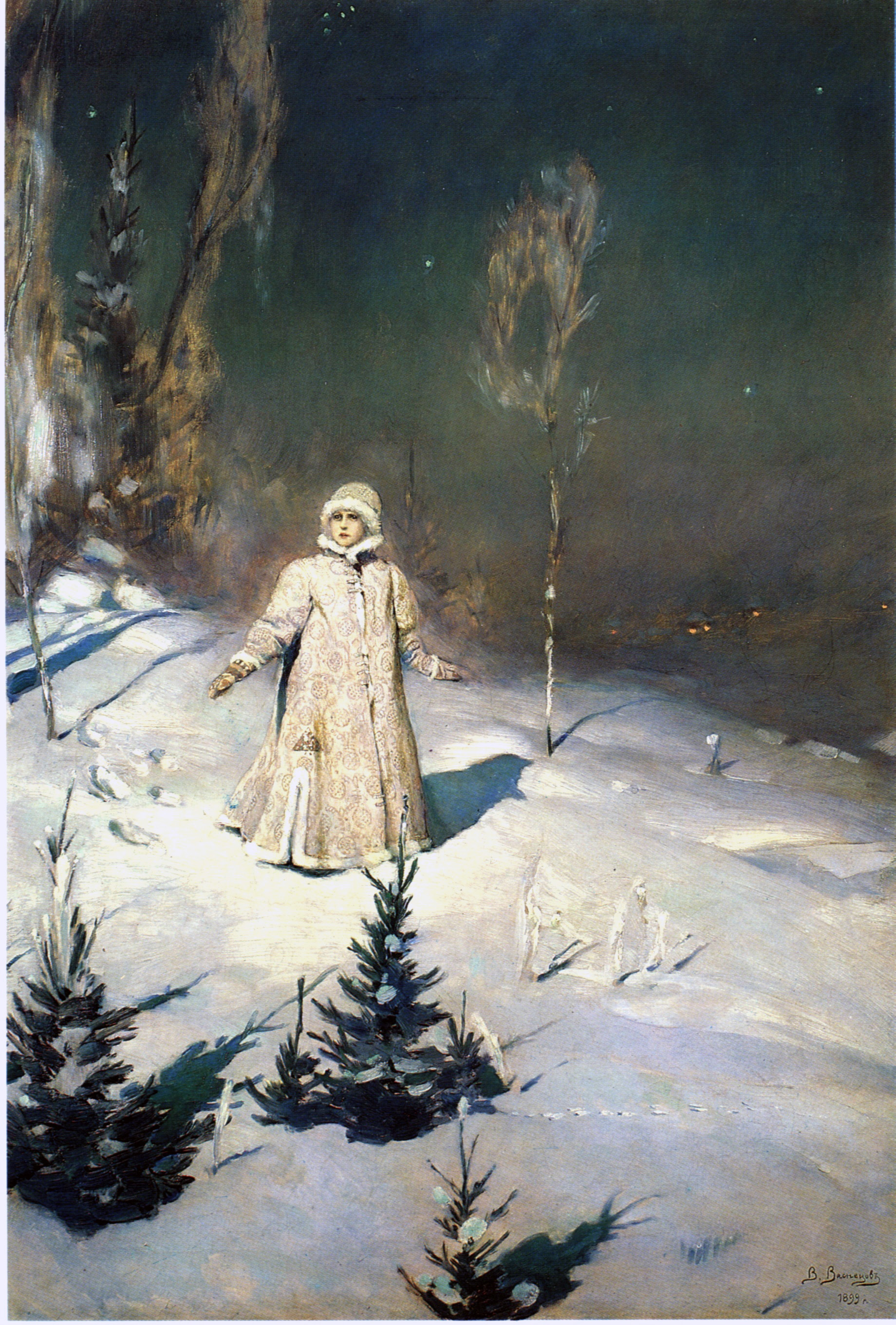
Snegurotschka, Gemälde von Wiktor Michailowitsch Wasnezow

Snegurotschka, auch Snegurka (russisch Снегурочка, Снегурка, Снежевиночка, zu deutsch Schneejungfrau, Schneemädchen oder Schneeflöckchen) ist eine russische Märchengestalt. Es ist auch der Titel mehrerer russischer Märchen. Die in Russland bekannteste Geschichte stammt aus den Märchensammlungen von Alexander Afanassjew, die von 1855 bis 1863 in acht Heften erschienen sind. Einige dieser Märchen stammen auch von Wladimir Iwanowitsch Dal.

## Snegurotschka im Märchen
Die bekannteste Geschichte aus der Sammlung von Afanassjew handelt von einem alten Ehepaar, das sich ein Kind wünscht, aber nie eines bekommt. Eines Tages sieht das Paar Kindern beim Schneemannbauen zu und beschließt, sich ein Kind aus Schnee zu bauen. Dieses erwacht zum Leben und wird von der Frau Schneemädchen genannt. Die alten Leute gewinnen das Mädchen lieb wie eine eigene Tochter und behalten es bei sich. Als der Frühling naht, wird das ansonsten sehr umgängliche und intelligente Schneemädchen trübsinnig und verschwindet im Sommer beim traditionellen Sprung über ein Lagerfeuer.
In einem weiteren Schneemädchen-Märchen aus der Sammlung von Iwan Chudjakow entsteht das Schneemädchen aus einer geschmolzenen Schneekugel. Es entsteht ebenfalls im Haus eines älteren Ehepaars, von denen es als Tochter angenommen wird. Snegurotschka verirrt sich wenig später im Wald und landet bei der Hexe Baba Jaga, die es bei sich festhält und als Kindermädchen beschäftigt. Mit Hilfe eines Ochsen entkommt Snegurotschka und findet zu seinen Zieheltern zurück.

## Heutige Bedeutung von Snegurotschka
Heute ist Snegurotschka in der russischen Bevölkerung vor allem bekannt als Begleiterin von Väterchen Frost in der Neujahrsnacht, wenn dieser den russischen Kindern Geschenke bringt. Diese Rolle spielt Snegurotschka seit den 1920er-Jahren, als dieser Mythos von den Kommunisten als Gegenpol zu traditionellen christlichen Weihnachtsmotiven aufgebaut wurde und sich auch im postsowjetischen Russland hielt. Sehr häufig gilt Snegurotschka als Tochter oder Enkelin von Väterchen Frost.

## Adaptionen

### Drama
Im Märchendrama Snegurotschka von Alexander Ostrowski (1873) ist Snegurotschka die Tochter von Väterchen Frost und der Frühlingsgöttin. Durch diese Wurzeln ist sie einerseits von kühlem Gemüt, andererseits voller Sehnsucht nach Liebe. Sie verliebt sich in einen Menschen, den sie heiraten will, doch schmilzt sie unter der machtvollen Sommersonne, worauf sich ihr Verlobter im Meer ertränkt. Hinter ihrem Tod steckt die Macht des Sommergottes.

### Musik
Das Theaterstück von Ostrowski diente als Vorlage für die Schauspielmusik Snegurotschka von Tschaikowski (1873) und die Oper Snegurotschka mit Ballett von Rimski-Korsakow (1882).

### Verfilmungen
Die Geschichte von Snegurotschka in der Fassung von Ostrowski wurde mehrfach verfilmt:
- bereits 1914 zur Zeit des Zarenreichs als Stummfilm vom Filmpionier Starewitsch
- 1952: Снегурочка, sowjetischer Zeichentrickfilm, Regie: Iwan Iwanow-Wano[5]
- 1969: Snegurotschka, sowjetischer Märchenfilm, Regie: Pawel Kadotschnikow

Motive des Märchens finden sich auch in weiteren sowjetischen Märchenfilmen:
- 1964: Abenteuer im Zauberwald mit Natalja Sedych
- 1971: Frühlingsmärchen mit Alexei Katyschew
- 1981: Die Eisfee (russisch Ледяная внучка), Regie: Boris Ryzarew

## Belletristik
- Eowyn Ivey: Das Schneemädchen. Übers. Claudia Arlinghaus, Margarete Längsfeld, Martina Tichy (Snow Child). Kindler, Reinbek 2012 (häufige Neuaufl. in versch. Verlagen; auch in Reader’s Digest Auswahlbücher # 4, 2014). Die Handlung wurde leicht modifiziert und nach Alaska verlegt.